# Casimiro Torres
Pour les articles homonymes, voir Torres.
Casimiro Torres Valdes (né le 1er janvier 1906 au Chili et mort à une date inconnue) était un footballeur chilien, qui jouait au poste de milieu de terrain.

## Biographie
Durant sa carrière de club, il a joué dans le championnat chilien dans le club d'Everton.
Mais ses principaux faits d'armes furent d'avoir joué avec l'équipe du Chili pour la coupe du monde 1930 qui se joua en Uruguay.